# Marija Rutar
Marija Rutar, slovenska učiteljica in muzealka in etnologinja, * 11. december 1903, Tolmin, † 13. december 1979, Sežana. 

## Življenje in delo
Rutarjeva je obiskovala učiteljišče v Tolminu in 1924 maturirala v  Vidmu. Po končanem šolanju je poučevala po vaseh na Tolminskem, po letu 1930 pa v krajih pregnanstva v Italiji, v letih 1945−1957 pa na osnovni šoli v Tolminu in Ljubinju. Vodila je tudi tolminsko knjižnico. V začetku petdesetih let 
20. stoletja se je posvetila muzejskemu in zbirateljskemu delu na Tolminskem in ureditvi Tolminskega muzeja. Tega je kot honorarna sodelavka Goriškega muzeja v letih 1958−1978 tudi vodila in v njem uredila temeljno muzejsko zbirko.
Rutarjeva je s terenskim raziskovanjem zbirala in objavljala gradivo o opuščenih gospodarskih dejavnostih, šegah in praznikih ter ustno izročilo, o čemer je tudi pisala (Tolminska je pesem). 
Za delo na muzealnem področju je dobila naziv muzejska svetnica in Valvasorjevo nagrado za življenjsko delo (1971).